# Bell Equipment
Pour les articles homonymes, voir Bell.

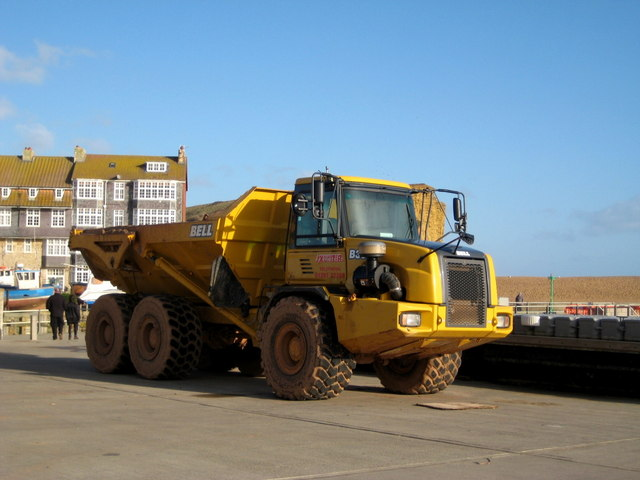
Tombereau articulé Bell

Bell Equipment est un fabricant sud-africain d'engins de chantier. Le groupe emploie environ 2 000 personnes et exporte environ 50 % de sa production hors d'Afrique du Sud. Son siège social se situe à Richards Bay.